# Juris Upatnieks
Juris Upatnieks (Riga, Letonia, 7 de mayo de 1936) es un físico e inventor letón nacionalizado estadounidense, conocido por sus aportaciones en el campo de la holografía.

## Biografía
En 1951 desembarcó, junto con su familia, en Estados Unidos, huyendo de la ocupación soviética de Letonia. Allí se graduó en Ingeniería Eléctrica por la Universidad de Akron en el año 1960. Se especializó en la Universidad de Míchigan en 1965, donde conoció a Emmett Leith, con quien presentó en 1964 ante la Optical Society los primeros hologramas tridimensionales, generados mediante una transmisión de luz láser de objetos que daba lugar a volúmenes en 3D.
Hasta la actualidad, Upatnieks ha registrado 19 patentes, entre las que se encuentra un punto de mira holográfico, un proyector holográfico, o un método con su correspondiente aparato para la visualización y proyección de hologramas iluminados por el borde.

## Reconocimientos
En 1975 recibió el Premio Wood de la Optical Society of America y 1976, además de ser nombrado "Inventor del año" por la Asociación Americana para el Avance de la Invención y la Innovación, recibió también la Medalla Holley por parte de la Sociedad Americana de Ingenieros Mecánicos. En 1999 recibió la Gran Medalla de la Academia de Ciencias de Letonia.